# Parc national Bosques Petrificados de Jaramillo
Pour le parc national américain, voir parc national de Petrified Forest.
Le parc national Bosques Petrificados de Jaramillo (espagnol : parque nacional Bosques Petrificados de Jaramillo) est un parc national d'Argentine situé dans la province de Santa Cruz en Patagonie. À 600 km au nord-est de Rio Gallegos, cette aire protégée créée en 1954 afin de sauvegarder une zone contenant du bois pétrifié,.
Elle était connue, jusqu'en décembre 2012, sous le nom de monument naturel Bosques Petrificados.